# Rob Schneider
Denne artikel er om komikeren Rob Schneider. Robert Schneider er også navnet på en musiker
Robert M. Schneider (født 31. oktober 1963 i San Francisco i California) er en amerikansk forfatter, skuespiller og komiker og filminstruktør, bl.a. kendt for de kritikerroste film "The Animal", "The Hot Chick" og "Deuce Bigalow: European Gigolo".
Han var medlem af ensemblet i Saturday Night Live fra 1990-1994, og har medvirket i flere film sammen med vennen Adam Sandler. I tillæg til film og TV har Schneider optrådt i musikvideoen til sangen «Billy's Got His Beer Goggles On» af countrysangeren Neil McCoy.

## Kendisimitationer
- Fred Schneider fra B-52s
- Tidligere SNL rollemedlem Billy Crystal
- Adolf Hitler
- K.D. Lang
- Jeff Gillooly
- Erik Menendez
- Soon-Yi Previn
- Rick Dees
- Elvis Presley

## Filmografi
- American Virgin ( 2009 )
- Big Stan ( 2008 )
- Grandma's Boy (2006)
- The Benchwarmers (2006)
- Deuce Bigalow: European Gigolo (2005)
- The Longest Yard (2005) (gæsteoptræden)
- The Last Shot (2004)
- Jorden rundt i 80 dage (2004)
- 50 First Dates (2004)
- Blind Sided (2003)
- DysFunKtional Family (2003)
- Eight Crazy Nights (2002)
- Mr. Deeds (2002)
- The Hot Chick (2002)
- The Animal (2001)
- Little Nicky (2000)
- Deuce Bigalow: Male Gigolo (1999)
- Muppets fra verdensrommet (1999)
- Big Daddy (1999)
- The Waterboy (1998)
- Knock Off (1998)
- A Fork in the Tale (1997)
- Down Periscope (1996)
- Judge Dredd (1995)
- The Beverly Hillbillies (1993)
- Demolition Man (1993)
- Surf Ninjas (1993)
- Alene hjemme 2: Glemt i New York (1992)
- Necessary Roughness (1991)
- Martians Go Home (1990)